# Rhipidia (Rhipidia) leda
Rhipidia (Rhipidia) leda is een tweevleugelige uit de familie steltmuggen (Limoniidae). De soort komt voor in het Neotropisch gebied.